# Radogost (imię)
Radogost – imię męskie o konstrukcji typowej dla imion słowiańskich, niepoświadczone w dawnych źródłach polskich. Znaczenie imienia: „rad gościom (obcym)”. Jest odwróceniem imienia Gościrad. Jest to prawdopodobnie jedno z najwcześniej zapisanych imion słowiańskich (w formie Ardagast w VI wieku n.e. – jeśli nie chodziło o inne imię). Zachowało się w formie nazw miejscowości.
Imię bywa nadawane rzadko. W styczniu 2024 w rejestrze PESEL było 5 mężczyzn o imieniu Radogost nadanym jako imię pierwsze oraz 5 mężczyzn noszących imię Radogost jako imię drugie.
Radogost imieniny obchodzi 14 stycznia.